# Vincent Gigante

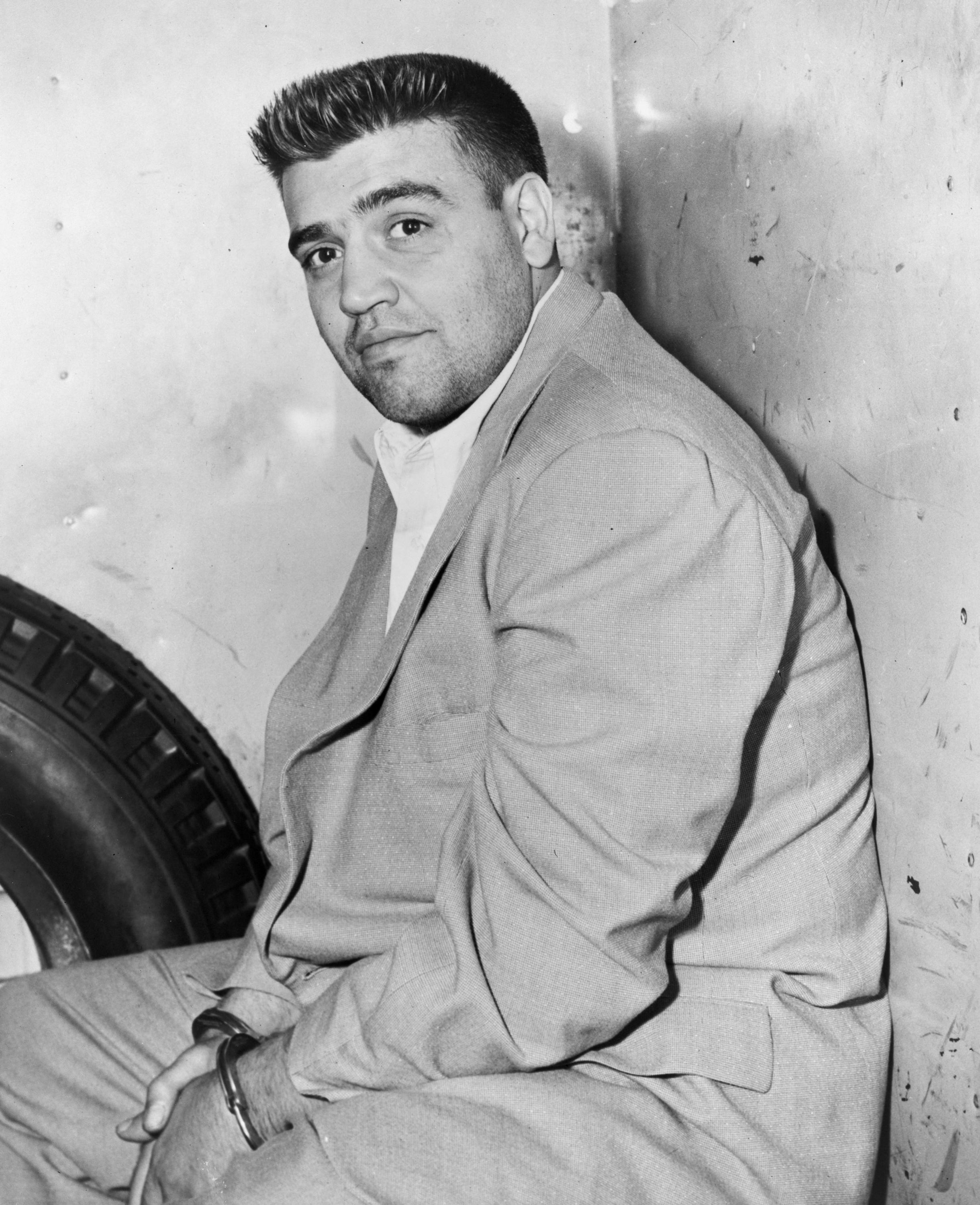
Vincent Gigante (1957)

Vincent Louis „the Chin“ „Gigs“ Gigante (* 29. März 1928 in Manhattan, New York; † 19. Dezember 2005 in Springfield, Missouri) war ein hochrangiger US-amerikanischer Mobster und Oberhaupt der „Genovese-Familie“.

## Leben

### Frühe Jahre
Gigante war einer von fünf Söhnen des Uhrmachers Salvatore Gigante und der Näherin Yolanda Gigante, die von Neapel nach New York City eingewandert waren.
Nach der neunten Klasse verließ er die Hochschule für Textilien und kam unter die Fittiche von Vito Genovese. Er wuchs auf der Lower East Side, Manhattan auf.
Zwischen seinem 17. und 18. Lebensjahr wurde er siebenmal diverser Vergehen (Hehlerei, Schusswaffenbesitz, Autodiebstahl, Brandstiftung etc.) beschuldigt, verbüßte aber nur eine Strafe von 60 Tagen wegen illegalen Glücksspiels.
Gigante bezeichnete sich zwar als Schneider, aber bekannt wurde er als Boxer, denn er gewann 21 von 25 Kämpfen im leichten Schwergewicht, was noch heute im Nat Fleischer’s Ring Record Book verzeichnet ist. Derartige Kämpfe gingen über sechs Runden und der Sieger erhielt einen kleinen prozentualen Anteil am Verkauf der Eintrittskarten. Einer der Manager seiner Kämpfe war Thomas Eboli, der später Oberhaupt der „Genovese-Familie“ wurde.

### Genovese-Familie
1946 hörte Gigante mit dem Boxen auf und stieg in das organisierte Verbrechen ein. Vermutlich wurde er auch als Auftragsmörder eingesetzt und ihm wird das fehlgeschlagene Attentat auf Frank Costello am 2. Mai 1957 zugerechnet. Offiziell identifizierte ihn niemand, aber der Türsteher von Costello hatte Gigante erkannt; Fahrer des Fluchtwagens soll Thomas Eboli gewesen sein. Costello wusste somit Bescheid und trat als Oberhaupt der Sektion der La Cosa Nostra zurück, die später unter seinem Nachfolger Vito Genovese, dem Drahtzieher des Attentats, dann als „Genovese-Familie“ klassifiziert wurde.
Von einer Mordanklage wurde er 1958 freigesprochen, musste 1959 aber wegen Heroinhandels für sieben Jahre hinter Gitter, wurde jedoch nach fünf auf Bewährung freigelassen, da es u. a. zahlreiche wohlmeinende Eingaben aus seiner Nachbarschaft in Greenwich Village gegeben hatte.
1969 entkam er einer Anklage wegen Bestechung, da er sich von einigen bekannten Psychologen seine Unzurechnungsfähigkeit bescheinigen ließ; demnach litt er unter anderem an Schizophrenie und Demenz. Um diesen Eindruck zu untermauern, lieferte er in den folgenden Jahren seinen Beobachtern ein groteskes Schauspiel; so spazierte er oft nur mit Pyjama, Bademantel und Pantoffeln bekleidet und vor sich hin murmelnd um sein Haus herum.
1985 wurden hochrangige Mafiosi der fünf Familien vor dem Mafia Commission Trial angeklagt, darunter auch Anthony Salerno. Als dieser 1987 zu insgesamt 100 Jahren Haft verurteilt wurde, musste ein neues Oberhaupt gefunden werden. Allerdings galt Salerno bereits vor seiner Haft als schwer krank und verstarb fünf Jahre später; deshalb behauptete das hochrangige Mitglied der „Genovese-Familie“ Vincent „Fish“ Cafaro, dass Gigante schon seit 1981 der eigentliche Anführer gewesen sei und Salerno nur ein Strohmann war.

### Verurteilung
1990 wurde Gigante wegen Verwicklung in diverse Schlägereien und Morde verhaftet, aber erst 1997 kam es zu einer Anklage vor Gericht, da seine Anwälte eine Vielzahl bestochener Zeugen aufboten, die erneut Gigantes „Verrücktheit“ und seine Haftunfähigkeit bestätigen sollten. Auch vor Gericht erschien Gigante in seinem Pyjama-Outfit und gab den dementen und harmlosen Mann.
Allerdings brachen Anfang der 1990er Jahre zum ersten Mal auf breiter Ebene führende Mafiaangehörige das ansonsten so obligatorische Schweigen („Omertà“) und arbeiteten mit der Regierung zusammen. Insbesondere Salvatore Gravano, Underboss der „Gambino-Familie“, sagte 1991 bei zwei Gelegenheiten aus, Gigante sei bei Treffen der Mafia immer geistig völlig klar und bei Verstand gewesen. Er zitierte dabei eine angebliche Äußerung seines Bosses John Gotti, der Gigante 1988 nach einem Treffen als „Crazy like a fox“ bezeichnet haben soll. Alphonse D'Arco, ein ehemaliger Unterführer der „Lucchese-Familie“, bestätigte Gigantes Zurechnungsfähigkeit und seine Teilnahme an hochrangigen Mafiatreffen, bei denen dieser zugegeben habe, dass sein exzentrisches Verhalten als Täuschungsmanöver angelegt war. Letztendlich belastete ihn dann noch Anthony „Gaspipe“ Casso – ebenfalls ein ehemaliger Unterführer der „Lucchese-Familie“ –, bereits seit Anfang 1986 die Ermordung von John Gotti, Frank DeCicco und Gene Gotti (alles Mitglieder der „Gambino-Familie“) geplant zu haben.
Vincent Gigante wurde am 25. Juli 1997 zu 12 Jahren Haft verurteilt, die er im Gefängnis von Springfield, Missouri, absitzen musste. Er starb dort am 19. Dezember 2005 im Alter von 77 Jahren.

## Nachlass
Insbesondere während Vincent Gigantes Haftzeit leitete sein älterer Bruder Mario Gigante die kriminellen Aktivitäten der Familie („acting boss“), wurde aber nach dem Tod seines Bruders Vincent nicht dessen Nachfolger als Oberhaupt über den Clan. Dieses wurde Dominick Cirillo, welcher 2004 versucht hatte, seinen Sohn in der Gambino-Familie als Führung zu installieren. Cirillos Sohn verschwand aber im Mai 2004; vermutlich wurde er ermordet. Erst als Cirillo selbst verurteilt und 2005 inhaftiert wurde, kann ab 2006 von einer Führung der Familie durch Mario Gigante ausgegangen werden. Allerdings gibt es auch die These, dass sowohl Cirillo als auch Mario Gigante bereits 2005 unter dem Kommando von Daniel Leo standen, dessen Führung ab 2007 als unbestritten gelten kann.

## Kulturelle Rezeption
- 1998: Im Fernsehfilm The Mob – Der Pate von Manhattan (Witness to the Mob) wird Gigante von Nicholas Kepros dargestellt.
- 2018: Im Kinofilm Gotti wird Gigante von Sal Rendino verkörpert.
- In dem Film Mob Town aus dem Jahr 2019 wird Gigante durch Nick Cordero verkörpert.
- In der Serie Godfather of Harlem aus dem Jahr 2019 wird Gigante von Vincent D’Onofrio verkörpert.
- In dem Film The Alto Knights aus dem Jahr 2025 wird Gigante von Cosmo Jarvis verkörpert.